# Jason Wiles
Jason Austin Wiles (Kansas City, 25 aprile 1970) è un attore e regista statunitense.
Il suo ruolo più importante è quello del poliziotto Maurice Boscorelli nella serie tv Squadra emergenza. 

## Biografia
Nato nel Missouri, nel 1970, inizia a prendere contatto con il mondo dello spettacolo, lavorando sul set del film Mr. & Mrs. Bridge, in seguito lavora in un film per la televisione tratto dal racconto A volte ritornano, incluso nell'omonimo romanzo di Stephen King. Successivamente, a Los Angeles, lavora in vari spot pubblicitari e appare nel videoclip Always dei Bon Jovi, grazie al quale acquista visibilità, tanto che nel 1994 partecipa al film-tv Roadracers di Robert Rodriguez mentre nel 1995 recita nel film di John Singleton L'università dell'odio e in seguito interpreta 32 episodi di Beverly Hills 90210, nel ruolo di Colin Robbins.
Dal 1999 al 2005, interpreta l'agente Boscorelli nella serie tv Squadra emergenza, dopo la fine della serie, ha preso parte ad alcuni episodi di Una donna alla Casa Bianca, mentre nel 2007 ottiene un piccolo ruolo nel film di David Fincher, Zodiac. Dopo aver diretto il film del 2006 Lenexa, 1 Mile, nel 2008 dirige, scrive e produce Play Dead. Nel 2010 è il protagoniste della serie Persone sconosciute.

## Vita privata
Ha due figli. Georgia nata nel 2001 e Wilke Jackson nato nel 2004, nati dal matrimonio con Joanne Roberts, dalla quale ha divorziato nel 2009.

## Filmografia

### Attore

#### Cinema
- L'università dell'odio (Higher Learning), regia di John Singleton (1995)

#### Televisione
- Roadracers, regia di Robert Rodriguez – film TV (1994)
- Beverly Hills 90210 – serie TV, 32 episodi (1995-1996)
- Squadra emergenza (Third Watch) – serie TV, 131 episodi (1999-2005)
- E.R. - Medici in prima linea (ER) – serie TV, 1 episodio (2002)
- Una donna alla Casa Bianca (Commander in Chief) – serie TV, 4 episodi (2005)
- Six Degrees - Sei gradi di separazione (Six Degrees) – serie TV, 1 episodio (2006)
- Army Wives - Conflitti del cuore (Army Wives) – serie TV, 2 episodi (2007)
- Criminal Minds - serie TV, 2 episodi (2006-2010)
- Persone sconosciute (Persons Unknown) – serie TV, 13 episodi (2010)
- Law & Order - Unità vittime speciali (Law & Order: Special Victims Unit) - serie TV, 1 episodio (2010)
- No Ordinary Family – serie TV, 1 episodio (2011)
- Castle – serie TV, episodio 3x15 (2011)
- Scream – serie TV, 10 episodi (2015)
- S.W.A.T. – serie TV, episodio 1x18 (2018)
- NCIS - Unità anticrimine (NCIS) – serie TV, episodi 19x02-19x03 (2021)
- Will Trent – serie TV, episodio 1x09 (2023)

### Regista
- Lenexa, 1 Mile (2006)
- Play Dead (2008)

## Doppiatori italiani
Nelle versioni in italiano delle opere in cui ha recitato, Jason Wiles è stato doppiato da:
- Roberto Certomà in Criminal Minds (ep. 5x18), Will Trent
- Simone Mori in Scalciando e strillando
- Loris Loddi in Beverly Hills 90210
- Massimo De Ambrosis in Camelot - Squadra Emergenza
- Patrizio Prata in Una donna alla Casa Bianca
- Enrico Pallini in Criminal Minds (ep. 2x14)
- Fabio Boccanera in Persone Sconosciute
- Francesco Bulckaen in Castle
- Teo Bellia in Scream
- Guido Di Naccio in NCIS - Unità anticrimine
- Dodo Versino in 9-1-1: Lone Star
- Luca Sbaragli in The Rookie